# ТЕС Евекоро
6°53′53.3″ пн. ш. 3°12′14.2″ сх. д. / 6.898139° пн. ш. 3.203944° сх. д.
ТЕС Евекоро – теплова електростанція в Нігерії у південно-західному прибережному штаті Огун, у 25 км на захід від його адміністративного центру міста Абеокута.
На початку 21 століття нігерійська електроенергетика далеко не завжди могла забезпечити потреби споживачів через хронічні технічні проблеми державних електростанцій. В цих умовах цілий ряд великих промислових підприємств вирішили спорудити власні теплові електростанції. Такий проект зокрема реалізувала компанія Lafarge, яка володіла двома потужними цементними заводами в Евекоро (штат Огун). Обладнання замовили в кінці 2009 року у відомої фінської компанії Wärtsilä, а влітку 2013-го ТЕС розпочала роботу. Вона мала потужність у 90 МВт, яку забезпечували шість генераторів типу 18V50DF, котрі могли споживати як нафтопродукти, так і природний газ.
Цементні підприємства споживали лише частину продукції ТЕС, тоді як інша постачалась в енергомережу загального користування. У вересні 2014-го оголосили про намір спорудити другу чергу потужністю 220 МВт, яка б допомогла покращити енергопостачання оточуючого регіону. Втім, варто відзначити, що на той час різні регіони Нігерії (і штат Огун також) страждали від викликаних диверсіями на трубопроводах перебоїв з подачею природного газу, а цементні заводи Евекоро були вимушені розпочати активне використання біомаси. В цих умовах нові потужності довелось би постачати менш економічно вигідним рідким паливом.